# Заявление Ихлена
Заявле́ние И́хлена — заявление, сделанное 22 июля 1919 года министром иностранных дел Норвегии Нильсом Клаусом Ихленом по вопросу датского суверенитета над Гренландией, в котором Ихлен устно передал датскому министру, что «…планы королевского [датского] правительства сохранить датский суверенитет над всей Гренландией… не встретят возражений со стороны Норвегии». Заявление стало проблемой, когда встал вопрос, насколько оно могло выражать официальную позицию Норвегии. Этот вопрос рассматривался международным судом в Гааге в рамках разбирательства о Земле Эрика Рыжего в 1933 г.

## Заявление
Во время переговоров, состоявшихся 4 июля 1919 года, Дания согласилась не оспаривать норвежских притязаний на Шпицберген, которые должны были быть заявлены на предстоящей мирной конференции, если Норвегия не будет противостоять на той же конференции датским притязаниям на всю Гренландию. В то же время, Норвегия оккупировала часть Восточной Гренландии.
В ответ Ихлен 22 июля заявил, что «…планы королевского [датского] правительства сохранить датский суверенитет над всей Гренландией… не встретят возражений со стороны Норвегии».

## Вопрос о земле Эрика Рыжего
Норвегия продолжала оккупировать часть Восточной Гренландии (Земля Эрика Рыжего) до 1930-х годов. В итоге Норвегия и Дания передали дело в международный суд Лиги Наций, где рассматривались следующие вопросы:
— Связали ли вышеуказанные заявления правительства взаимными обязательствами?
— Имела ли декларация Ихлена силу, если она нарушала статью 46 Конституции Норвегии, требующую одобрения норвежского Парламента для заключения подобных договоров?
— Должна ли Дания была знать, что для заключения договора требовалось это согласие?
Международный суд в Гааге присудил спорную территорию Дании. Суд постановил, что декларация Ихлена имела юридическую силу. Решение было принято обеими странами.